# Connectivisme
El connectivisme és una teoria de l'aprenentatge per a l'era digital que ha estat desenvolupada per George Siemens i Sthepen Downes basada en l'anàlisi de les limitacions del conductisme, el cognitivisme i el constructivisme, per a explicar l'efecte que les TIC tenen sobre els modes de vida, comunicació i aprenentatge.
El connectivisme és la integració dels principis explorats per les teories del caos, xarxes neuronals, complexitat i acte-organització. L'aprenentatge és un procés que ocorre dins d'una àmplia gamma d'ambients que no estan necessàriament sota el control de l'individu. És per açò que el coneixement (entès com a coneixement aplicable) pot residir fora de l'ésser humà, per exemple dins d'una organització o una base de dades, i s'enfoca en la connexió especialitzada en conjunts d'informació que permet augmentar cada vegada més l'estat actual de coneixement.
Aquesta teoria és conduïda per l'enteniment que les decisions estan basades en la transformació accelerada dels basaments. Contínuament s'adquireixen noves dades és adquirida deixant obsoleta l'anterior. L'habilitat per a destriar entre les informació que és important i la qual és trivial és vital, així com la capacitat per a reconèixer quan aquesta nova informació altera les decisions preses sobre la base d'informació passada.
El punt d'inici del connectivisme és l'individu. El coneixement personal es fa d'una xarxa, que alimenta de informació a organitzacions i institucions, que al seu torn retroalimenten informació en la mateixa xarxa, que finalment acaba proveint nou aprenentatge a l'individu. Aquest cicle de desenvolupament del coneixement permet als aprenents mantenir-se actualitzats en el camp en el qual han format connexions.
Guarda certa similitud amb la Teoria d'Aprenentatge Social de Bandura, que proposa que les persones aprenen a través del contacte.
El lema "una teoria de l'aprenentatge per a l'era digital", que apareix en els documents de Siemens indica l'èmfasi que dona a l'efecte de la tecnologia a la vida de la gent, com es comuniquen i com aprenen.

## Mètodes d'ensenyament
Resumint al connectivista d'ensenyament i l'aprenentatge, Downes diu: "Ensenyar és modelar i demostrar, aprendre és practicar i reflexionar."
El 2008, Siemens i Downes fan un curs en línia anomenat "Connectivisme i Coneixement Connectiu". Va cobrir el connectivisme com a contingut en intentar posar en pràctica algunes de les seves idees. El curs era gratuït per tothom que hi volia participar, i més de 2.000 persones a tot el món s'hi van inscriure. La frase " Massive Open Online Course" (MOOC) descriu el model.

## Principis
Aquests tal com els descriu George Siemens (2004) són:
- L'aprenentatge i el coneixement depenen de la diversitat d'opinions.
- L'aprenenentatge és un procés de connectar nodes o fonts d'informació especialitzats.
- L'aprenentatge pot estar en dispositius no humans.
- La capacitat de saber més és més crítica que allò que se sap en un moment donat.
- L'alimentació i el manteniment de les connexions és necessàri per a facilitar l'aprenentatge continu.
- L'habilitat de veure connexions entre àrees, idees i conceptes és una habilitat clau.
- L'actualització (coneixement precís i actual) és la intenció de totes les activitats connectivistes de l'aprenentatge.
- La presa de decisions és, en si mateixa, un procés d'aprenentatge. L'acte d'escollir què aprendre i el significat de la informació que es rep, és vist a través d'una realitat canviant. Una decisió correcta avui, pot estar equivocada demà degut a alteracions a l'entorn.

## Nodes i enllaços
Un aspecte de connectivisme és la seva metàfora central d'una xarxa amb nodes i connexions. En aquesta metàfora, un node és qualsevol cosa que pot ser connectat a un altre node, com una organització com la informació, dades, sentiments i imatges. Connectivisme veu l'aprenentatge com el procés de crear connexions i l'elaboració d'una xarxa. No totes les connexions són d'igual força.